# سيرداس باروس
سيرداس باروس (بالإندونيسية: Cerdas Barus)‏ (ولد في 1 يناير 1961 في كارو في سومطرة الشمالية) لاعب شطرنج إندونيسي يحمل لقب أستاذ كبير.
- فاز ببطولة إندونيسيا للشطرنج ثلاث مرات.
- فاز بالمركز الثاني في دورة سورابايا للشطرنج عام 2002.
- فاز بدورة تيلين الدولية للشطرنج عام 2011 في جاكرتا.
- لعب باسم إندونيسيا في أولمبيادات الشطرنج أعوام 1984، 1988، 1990، 1994، 1996، 2000 و2002.

## روابط خارجية
- سيرداس باروس على موقع الاتحاد الدولي للشطرنج (الإنجليزية)
- سيرداس باروس على موقع مباريات الشطرنج (الإنجليزية)
- سيرداس باروس على موقع 365Chess.com (الإنجليزية)
- سيرداس باروس على موقع Chesstempo.com (الإنجليزية)
- سيرداس باروس سجل أولمبياد الشطرنج على موقع OlimpBase.org (الإنجليزية)